# Frederick Woodman
Frederick John Woodman (London, 1997. március 4. –) angol korosztályos válogatott labdarúgó, a Liverpool játékosa.

## Pályafutása

### Klubcsapatokban
A Crystal Palace csapatánál nevelkedett, majd 2011-ben a Newcastle United csapatához igazolt. Itt az U18-as csapat tagja lett, valamint néhány alkalommal az U21-es keretbe is nevezték, de csak a kispadon kapott szerepet. A következő szezonban már egy alkalommal pályára is léphetett. A 2014-15-ös szezonban már a felnőtt keret tagja is.
2014. december 13-án Alan Pardew a kispadra nevezte az Arsenal FC elleni Premier League mérkőzésen, miután Tim Krul a bokájával, Rob Elliot a combjával volt sérült. Pár nappal később a Tottenham Hotspur elleni ligakupa mérkőzésen szintén a kispadon kapott lehetőséget, de a mérkőzést követően kiderült, hogy Jak Alnwick vállsérüléssel bajlódik, ezért a Sunderland elleni északkelet-angliai Tyne-Wear derbin neki kell védenie.
2022. június 21-én szerződtette a Preston North End három évre. A 2022-2023-as szezon végén a klub szurkolói az év játékosának választották.
Összesen három idényt töltött a Prestonnál, ezalatt az idő alatt 138 tétmérkőzésen állt a kapuban, ebből pedig 44 alkalommal nem kapott gólt. Miután 2025 nyarán lejárt a szerződése, szabadon igazolható játékosként aláírt a Liverpoolhoz.

### A válogatottban
2012. szeptember 27-én debütált először az angol U16-os labdarúgó-válogatottban a Victory Shield  nevű kupában. 2013. február 13-án a 41. percben cserélte le Kenny Swain Lewis Wardra a német U16-os labdarúgó-válogatott ellen 4-3-ra megnyert mérkőzésen. 2012. augusztus 6-án az angol U17-es labdarúgó-válogatottban a Feröeri U17-es labdarúgó-válogatott ellen megrendezett mérkőzésen debütált. Részt vett a 2014-es U17-es labdarúgó-Európa-bajnokságon, amelyet meg is nyertek.
2014. szeptember 5-én az U18-as válogatottban is bemutatkozott a holland U18-as válogatott elleni felkészülési mérkőzésen. Egy hónappal később az U19-es válogatottban is debütált a 2015-ös U19-es labdarúgó-Európa-bajnokság selejtező mérkőzésen a fehérorosz U19-es  labdarúgó-válogatott ellen 3-0-ra megnyert mérkőzésen.

## Statisztika

### Klubcsapataiban
| Klub              | Szezon   | Bajnokság | Bajnokság | Kupa | Kupa | Ligakupa | Ligakupa | Európa | Európa | Egyéb | Egyéb | Összesen | Összesen |
| Klub              | Szezon   | Mérk      | Gól       | Mérk | Gól  | Mérk     | Gól      | Mérk   | Gól    | Mérk  | Gól   | Mérk     | Gól      |
| ----------------- | -------- | --------- | --------- | ---- | ---- | -------- | -------- | ------ | ------ | ----- | ----- | -------- | -------- |
| Newcastle United  | 2014–15  | 0         | 0         | 0    | 0    | 0        | 0        | 0      | 0      | 0     | 0     | 0        | 0        |
| Newcastle United  | Összesen | 0         | 0         | 0    | 0    | 0        | 0        | 0      | 0      | 0     | 0     | 0        | 0        |
| Hartlepool United | 2014–15  | 0         | 0         | 0    | 0    | 0        | 0        | 0      | 0      | 0     | 0     | 0        | 0        |
| Hartlepool United | Összesen | 0         | 0         | 0    | 0    | 0        | 0        | 0      | 0      | 0     | 0     | 0        | 0        |
| Összesen          | Összesen | 0         | 0         | 0    | 0    | 0        | 0        | 0      | 0      | 0     | 0     | 0        | 0        |

## Magánélete
Édesapja az labdarúgó Andy Woodman, aki jelenleg a Newcastle United csapatánál kapusedző.

## Sikerei, díjai

### A válogatottban
- Anglia U17
  - U17-es labdarúgó-Európa-bajnokság: 2014
- Anglia U20
  - U20-as labdarúgó-világbajnokság: 2017